# 13994 Tuominen
13994 Tuominen eller 1993 FA15 är en asteroid i huvudbältet som upptäcktes den 17 mars 1993 av UESAC vid La Silla-observatoriet. Den är uppkallad efter den finske astronomen Ilkka Tuominen.